# Pak Tam Au
Pak Tam Au (chinois : 北潭凹) est un village situé dans le district de Tai Po, dans les Nouveaux Territoires de Hong Kong,.